# Prosopagnosie
Prosopagnosie [ˈpʁoːzoːpˌaːgnoˈziː] (von altgriechisch τὸ πρόσωπον tò prósōpon „das Gesicht“ und ἡ ἀγνωσία hē agnōsía „das Nichterkennen“), Gesichtserkennungsschwäche oder Gesichtsblindheit bezeichnet die Unfähigkeit, Personen anhand ihres Gesichtes zu erkennen. Es handelt sich also um eine Form der visuellen Agnosie.

## Krankheitsbild und Typen
Das Krankheitsbild wurde erstmals 1947 durch den deutschen Neurologen Joachim Bodamer beschrieben. Er berichtete über drei Patienten, die nach einer Gehirnverletzung außerstande waren, das Pflegepersonal (und teils auch die eigenen Verwandten) wiederzuerkennen. Bodamer prägte die Bezeichnung Prosopagnosie.
Prosopagnosie wird nach De Renzi seit 1986 in zwei Typen unterschieden:
- apperzeptiv (durch beschränkte Wahrnehmungsfähigkeit bedingt)
- assoziativ (durch beschränkte Verknüpfungs- oder Wiedererkennungsfähigkeit bedingt, d. h. das Gesicht als solches wird erkannt, aber das Wissen über die zugehörige Person kann nicht abgerufen werden)

Menschen mit apperzeptiver Prosopagnosie fällt es schwerer als anderen Menschen,
- Alter und Geschlecht aus dem Gesicht zu erschließen,
- Emotionen zu erkennen,
- Gleich-Verschieden-Urteile über ähnliche Gesichter oder über dasselbe Gesicht in verschiedenen Ansichten zu fällen (in extremer Form kann ein Gesicht nicht von ähnlichen Bildern wie beispielsweise einem Wischmop mit einer Sonnenbrille unterschieden werden).

Betroffene mit assoziativer Prosopagnosie können nicht oder nicht so gut
- Gleich-Verschieden-Urteile fällen,
- das Alter und Geschlecht erkennen,
- semantische Informationen, also das Wissen über die Person wie Name, Beruf oder Beziehung abrufen (wie bei apperzeptiver Prosopagnosie).

Assoziative Prosopagnosien können bei schweren Gedächtnisstörungen wie einer Alzheimer-Demenz auftreten und sind dann nicht nur auf das Gesicht als identifizierendes Merkmal beschränkt, weswegen manche Wissenschaftler davon ausgehen, dass Prosopagnosien nur apperzeptiv sind. Assoziative Prosopagnosien wären dann korrekter als multimodal person recognition disorder bezeichnet.

## Ersatz-Erkennungsmerkmale
Menschen mit Prosopagnosie können problemlos einzelne Merkmale des Gesichts erkennen und zum Teil auch Personen anhand einzelner Gesichtsmerkmale wie Wimpern oder Zahnstellung erkennen. Andere Merkmale wie Stimme, Hände, Gangart, besondere Kleidung oder Frisuren werden auch zur Erkennung von Personen benutzt. Je nach Art der Prosopagnosie können Betroffene unterschiedliche Informationen aus Gesichtern schließen. Nahezu alle Kinder mit Prosopagnosie entwickeln unbewusst Strategien, um mit der Störung umzugehen: Erkennung von Menschen an Stimme, Kleidungsgewohnheiten, Statur sowie Bewegung.

## Ursache
Prosopagnosie ist meist angeboren (kongenital), da sie „fast immer genetisch vererbt wird“, kann aber auch durch eine Erkrankung oder einen Unfall verursacht werden.
„Man findet sie häufiger mit ADHS oder eventuell einer Autismusspektrumstörung assoziiert. Ein Zusammenhang wird diskutiert, ist aber noch nicht verstanden. Gesichtsblindheit ist noch wenig erforscht. Heilbar ist sie nicht, es gibt jedoch effektive Kompensationsstrategien.“ Studien legen außerdem nahe, dass Prosopagnosie eventuell mit Hochbegabung korreliert: Zumindest ist Gesichtsblindheit unter Hochbegabten überdurchschnittlich häufig vertreten. Die genetische Ursache der Krankheit ist noch unbekannt.
Menschen mit angeborener Prosopagnosie ist diese meist nicht bewusst. Dies ist vergleichbar mit Kindern mit Rot-Grün-Blindheit, die nicht erkennen, dass die meisten Menschen Farben auseinanderhalten können, bei denen sie selbst keinen Unterschied sehen. Wenn dennoch nahezu alle Rot-Grün-Blinden heute hiervon wissen, ist dies ein Ergebnis von Vorsorgeuntersuchungen für Kinder, bei denen dies routinemäßig getestet wird. Die kongenitale Prosopagnosie wird hingegen trotz relativ hoher Prävalenz bisher in Deutschland in keinen Routinetests untersucht und ist selbst den meisten Ärzten völlig unbekannt.
Die entwicklungsbedingte Prosopagnosie umfasst alle kongenitalen Ursachen, beinhaltet zusätzlich Störungen der Entwicklung der Gesichtserkennung bei Säuglingen.
Verletzungen im ventralen Pfad zwischen Okzipital- und Temporallappen, z. B. durch einen Schlaganfall oder Unfall, können eine Prosopagnosie hervorrufen. In diesem Bereich liegt der Gyrus fusiformis, dessen Fusiform Face Area (FFA) – insbesondere auf der rechten Körperseite – an der Erkennung von Gesichtern beteiligt ist. Die Verletzungen, die eine Prosopagnosie hervorrufen, sind jedoch in Größe und exakter Lokalisation unterschiedlich, was dafür spricht, dass ein Netzwerk über Okzipital- und Temporallappen für die Gesichtserkennung zuständig ist. Bei der erworbenen Prosopagnosie findet sich häufig eine begleitende Objektagnosie.

## Häufigkeit
Bei einer Untersuchung im Jahr 2005 im Raum Münster an 689 Schülern und Studenten wurde eine Prävalenz von 2,47 % (17 von 689) der erblichen Form festgestellt.

## Diagnose und Behandlung
Prosopagnostische Kinder profitieren stark von einer frühen Diagnose, da Bezugspersonen ihnen so beim Erlernen von Ersatz-Strategien helfen können. Zur Diagnose werden neuropsychologische Tests wie der „Benton and Van Allen face recognition test“ eingesetzt.
Eine kausale Behandlung der kongenitalen Prosopagnosie selbst ist nicht bekannt. Die Behandlung orientiert sich an Kompensation des Defizits. Weitere Aufgabe der Behandlung ist die Aufklärung über das Krankheitsbild und somit Freunden und Bekannten die Einschränkung verständlicher zu machen.

## Abgrenzung zu Autismus
Die Symptomatik kann, wenn sie sich manifestiert, leicht mit Autismus verwechselt werden; sie tritt auch sehr häufig als Komorbidität bei Autismus auf.

## Wirkung auf die Mitmenschen
Personen mit Prosopagnosie werden von den Mitmenschen oft als gleichgültig, zerstreut, arrogant und unsozial verkannt.

### Forschung
- Professur für Kognitive und Klinische Neurowissenschaft der TU Dresden
- Institut für Humangenetik der Universität Münster
- Institut für Kognitive Neurowissenschaft der Ruhr-Uni Bochum
- Prosopagnosia Research Centers

### Dokumentationen
- Gesichtsblindheit – wenn alle gleich aussehen. In: Einstein. Schweizer Fernsehen, ehemals im Original (nicht mehr online verfügbar); abgerufen am 4. Februar 2010. (Seite nicht mehr abrufbar. Suche in Webarchiven)
- Prosopagnosie  bei crew united

### Seiten von Betroffenen und für Betroffene, Erfahrungsberichte
- Martina und Thomas Grüter: Prosopagnosie-Informationsseiten. dort auch eine Deutschsprachige Mailingliste für Betroffene
- Bill Choisser: Faceblind. Erfahrungsbericht